# مايك غولدمان
مايك غولدمان (بالإنجليزية: Mike Goldman)‏ هو مغني أسترالي، ولد في 7 نوفمبر 1972 في كوينزلاند في أستراليا.

## وصلات خارجية
- مايك غولدمان على موقع IMDb (الإنجليزية)